# Anna Ielizarova-Oulianova
Pour les articles homonymes, voir Oulianova.
Anna Ilinitchna Ielizarova-Oulianova, (russe : А́нна Ильи́нична Елиза́рова-Улья́нова) ou dans certaines sources Oulianova-Ielizarova, née le 14 août 1864 à Nijni-Novgorod et morte le 19 octobre 1935 à Moscou, est une révolutionnaire bolchevique et femme politique russe et soviétique, journaliste, traductrice et éditrice, sœur aînée de Vladimir Lénine.

## Biographie
Anna Ilinitchna Oulianova est née le 14 août 1864 (26 août dans le calendrier grégorien) à Nijni-Novgorod. Elle est le premier enfant de l'enseignant de mathématique et de physique Ilia Nicolaïevitch Oulianov, et de Maria Alexandrovna Oulianova (Blank). La famille déménage en 1869 à Simbirsk, aujourd'hui Oulianovsk. Elle termine en 1880 ses études secondaires au lycée de jeunes filles Marinskaïa de Simbirsk, avec une médaille d'argent et un diplôme du ministère de l'instruction publique de précepteur.
Elle suit ensuite à partir de 1883 les cours Bestoujev à Saint-Pétersbourg. Elle prend pour la première fois part en 1886 à une manifestation politique organisée pour commémorer les 25 ans de la mort de Nikolaï Dobrolioubov. Elle est arrêtée lorsque son frère Aleksandr Oulianov est inculpé à la suite de la tentative d'attentat contre Alexandre III du 1er mars 1887 (13 mars dans le calendrier grégorien), et est condamnée à 5 ans d'exil, qu'elle accomplit à Kokouchkino (ru), à Kazan et à Samara. Elle épouse en juillet 1889 Mark Ielizarov.
En 1893, Anna Ielizarova déménage avec sa famille de Samara à Moscou, où rejoint l'année suivante le mouvement social-démocrate, après avoir établi des liens avec l'Union moscovite des ouvriers (ru) de Sergueï Mitsekevitch (ru), Maslennikov et Tchorba. Elle traduit de l'allemand la pièce Les Tisserands de Gerhart Hauptmann, et rédige une brochure à partir du livre d'Ievstafi Dementiev (ru) Les usines, ce qu'elles apportent et ce qu'elles prennent à la population, qui auraient rencontré un certain succès auprès des ouvriers de Moscou et de ses environs.
En 1896, elle se rend à Saint-Pétersbourg, où elle sert de relais entre Lénine, arrêté, et l'Union de combat pour l'émancipation de la classe ouvrière (ru), lui fournit des livres et recopie les documents et les lettres du parti qu'il écrit en cachette en prison.
L'été 1897 elle part à l'étranger, où elle entre en relation avec Gueorgui Plekhanov et d'autres membres du groupe Libération du travail. À l'automne 1898, de retour en Russie, elle devient membre du premier comité du POSDR de Moscou, où elle travaille avec Mikhaïl Vladimirski, Anatoli Lounatcharski et d'autres. Quand Lénine est envoyé en exil, elle organise l'édition de son ouvrage Le développement du capitalisme en Russie.
Elle est à nouveau à l'étranger de 1900 à 1902, puis s'occupe en Russie de la diffusion d'Iskra. En 1903 et 1904, elle est à Kiev et à Saint-Pétersbourg. Elle participe à la révolution de 1905, et devient membre de la rédaction des éditions (ru) Вперёд (En avant). Elle traduit en russe des ouvrages occidentaux, dont le livre de Wilhelm Liebknecht sur les révolutions de 1848.
En 1908 et 1909, elle supervise l'édition du livre de Lenine Matérialisme et empiriocriticisme. En 1913 elle travaille à Saint-Pétersbourg à la Pravda, est secrétaire de la revue Instruction ((ru) Просвещение) et membre de la rédaction de la revue La Travailleuse. Elle organise la collecte de moyens pour le parti et le transport de ses publications. Elle est arrêtée en 1907, 1912, 1916 et 1917.
Après la révolution de Février, elle devient membre du bureau du comité central du POSDR, secrétaire de la Pravda et ensuite rédactrice à la revue Le Tisserand ((ru)Ткач). Elle participe à la préparation de la révolution d'Octobre.
Elle dirige de 1918 à 1921 le département de la protection de l'enfance au commissariat du Peuple à la protection sociale, puis au commissariat du Peuple à l'éducation. Elle est ensuite un des fondateurs d'Ispart ((ru) Истпарт), commission pour l'histoire de la révolution d'Octobre et du parti, et de l'Institut Karl Marx et Friedrich Engels (ru). Elle en sera collaboratrice scientifique jusqu'à la fin 1932, ainsi que membre de la rédaction de la revue La Révolution prolétarienne (ru).
.

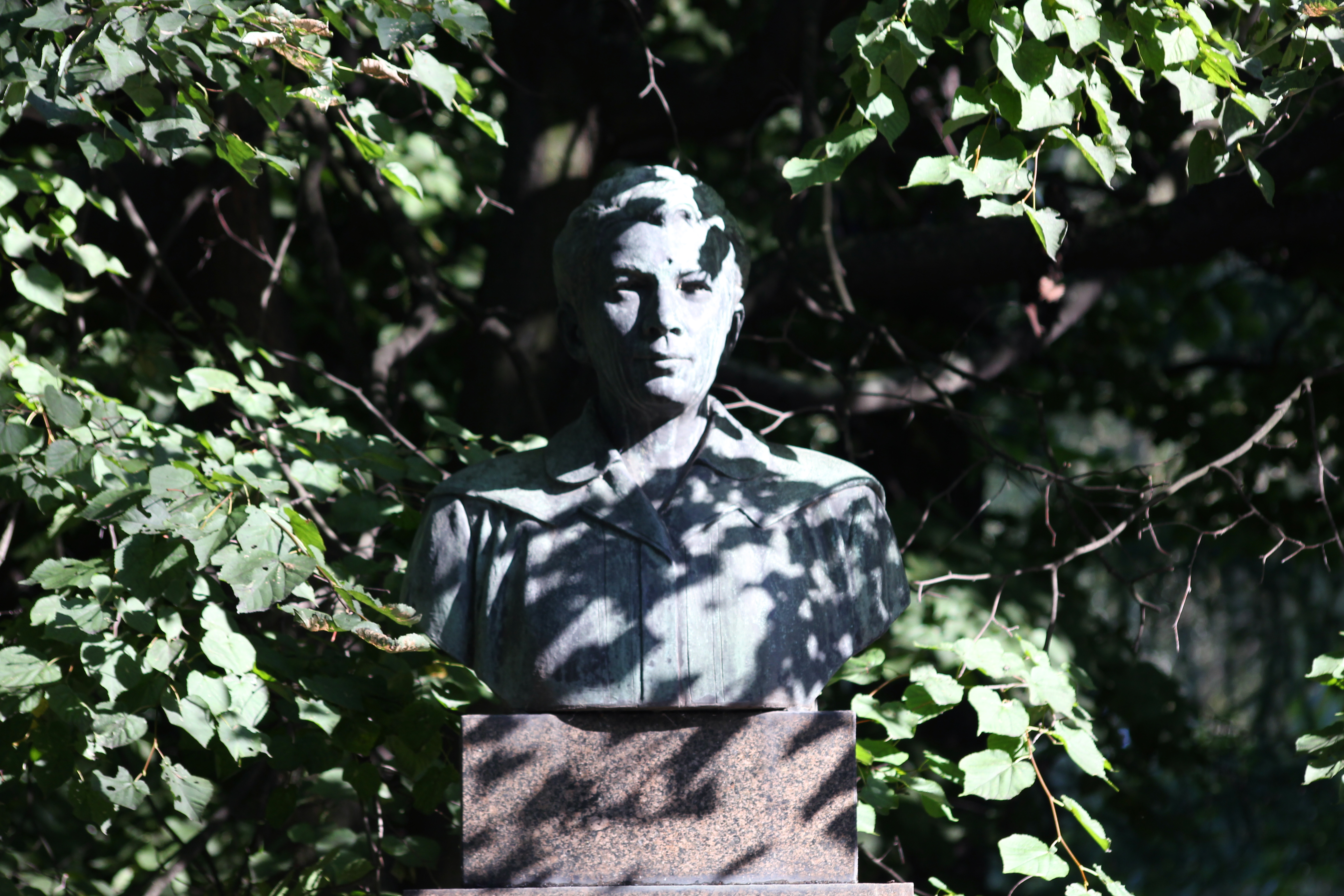
Le buste d'Anna Ielizarova-Oulianova sur le mémorial de la famille Oulianov au cimetière de Saint-Pétersbourg.

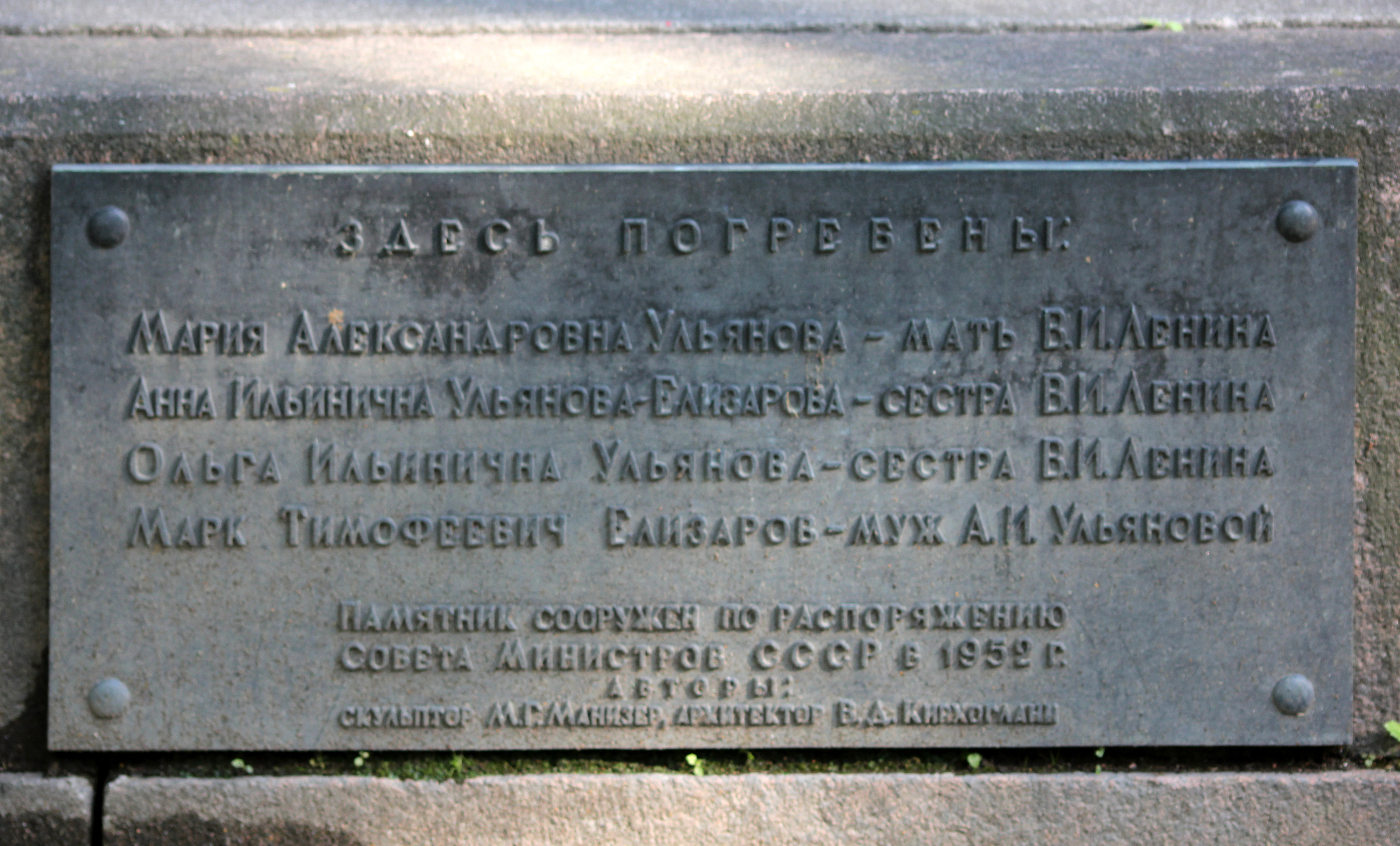
La plaque d'information sur la tombe de la famille Oulianov avec le nom de Ielizarova-Oulianova.

En 1924, après la mort de Lénine, elle est envoyée par le comité central du Parti communiste bolchévique pour rassembler des documents sur la famille Oulianov, dans la perspective de travaux historiques ultérieurs. Elle découvre alors dans les archives du ministère de l'intérieur que d'autres recherches effectuées sur l'ascendance de Lénine en Ukraine, pour étudier le caractère possiblement héréditaire de sa maladie, avaient établi que le grand-père de Lénine était un juif cantoniste. Le comité central demande de garder l'information secrète. Anna Ilinitchna proteste contre cette décision, la considérant comme injuste et violant le principe de l'égalité des droits des nationalités, mais doit respecter la décision du parti, sans l'approuver.
Elle écrit le 28 décembre 1932 une lettre à Staline, dans laquelle elle lui rappelle l'origine juive de Lénine, et où elle indique que son frère s'était toujours exprimé favorablement sur les juifs et qu'il était très regrettable que cette information n'ait pas encore été rendue publique. Elle veut par ce courrier prendre position contre l'antisémitisme qui se développe alors en URSS. Sa requête à Staline n'aboutit pas, elle la renouvelle deux ans plus tard, mais Staline refuse à nouveau cette publication. La lettre est rendue publique en 2011, dans une exposition du musée historique d'État à Moscou intitulée Écrit avec une plume : autographes de personnalités de l'État soviétique,.
Elle a écrit plusieurs articles ou ouvrages consacrés à Vladimir Lenine, ainsi qu'une compilation consacrée au projet d'attentat qui a conduit à l'exécution de son frère Aleksandr en 1887.
Elle est morte le 19 octobre 1935 à Moscou. Elle est enterrée au cimetière Volkovo à Saint-Pétersbourg, près de sa mère, son époux et sa sœur Olga.

## Famille
Anna Ilinitchna a été mariée à Mark Ielizarov (ru), premier commissaire du Peuple aux transports après. la révolution d'Octobre, et mort du typhus en 1919. Ils ont adopté Gueorgui Iakovlevitch-Ielizarov (1906-1972), qui a vécu à partir des années 1930 à Saratov, et a été inspecteur, puis ingénieur, puis par la suite journaliste. Elle a eu comme pupille Chiang Ching-kuo, rebaptisé Nikolai Vladimirovich Elizarov (russe : Николай Владимирович Елизаров), futur président de la République de Chine.

## Ouvrages
- (ru) Детские и школьные годы Ильича [« Les années d'enfance et d'école d'Ilitch »], Moscou,‎ 1925 ;
- (ru) Воспоминания об Ильиче [« Souvenirs sur Ilitch »], Moscou,‎ 1926 :
  - Réédition : (ru) Воспоминания об Ильиче [« Souvenirs sur Ilitch »], Партийнои Издательство,‎ 1934, 193 p. (lire en ligne)
- (ru) Александр Ильич Ульянов и дело 1 марта 1887 г. [« Aleksandr Oulianov et l'affaire du 1er mars 1887 »], Moscou, Гос. соц.-экон. изд-во,‎ 1927, 416 p. (lire en ligne);
- (ru) Воспоминания об Александре Ильиче Ульянове [« Souvenirs sur Aleksandr Ilitch Oulianov »], Moscou - Leningrad,‎ 1930 ;
- (ru) В. И. Ульянов (Н. Ленин). Краткий очерк жизни и деятельности [« V. I. Oulianov (Lénine). Court rapport sur sa vie et son action »], Moscou, Партийное издательство,‎ 1934 (lire en ligne) ;
- (ru) О В. И. Ленине и семье Ульяновых : Воспоминания, очерки, письма, статьи [« A propos de V. I. Lénine et de la famille Oulianov : souvenirs, essais, lettres, articles »], Moscou, Политиздат,‎ 1988, 415 p. (ISBN 978-5-250-00169-4), compilation, deuxième édition en 1989.

## Postérité

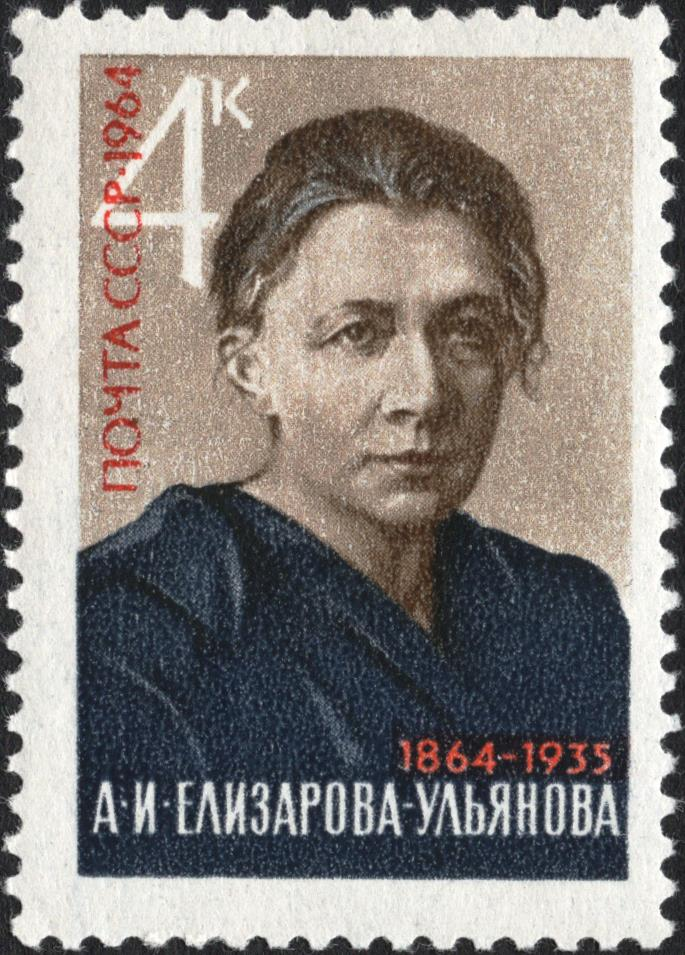
Timbre de la poste soviétique en l'honneur d'A. I. Ielizarova-Oulianova

- Un timbre à son image a été édité en 1964 par la poste soviétique ;
- Plusieurs rues et voies portent son nom, à Saint-Pétersbourg (de 1964 à 1991), à Moscou (de 1961 à 1993) et à Tomsk, où son nom est associé à celui de son époux.